# Galina Maltjugina
Galina Vjatjeslavovna Maltjugina (ryska: Галина Вячеславовна Мальчугина), född den 17 december 1962, är en rysk före detta friidrottare som tävlade i kortdistanslöpning.
Maltjugina var i tre raka VM-finaler på 200 meter. Som bäst blev hon bronsmedaljör vid VM 1995 i Göteborg. Hon slutade även femma 1991 och sjua 1993. Hon hade även stora framgångar som en del av det ryska stafettlaget på 4 x 100 meter. Tillsammans med Olga Bogoslovskaja, Natalia Pomosjtjnikova-Voronova och Irina Privalova vann hon guld vid VM 1993. 
Hon var även med i stafettlagen som blev silvermedaljör vid OS 1992 och bronsmedaljörer 1988.
Hennes dotter Julija Tjermosjanskaja är även hon en framstående friidrottare som vann guld på 4 x 100 meter vid Olympiska sommarspelen 2008.

## Personliga rekord
- 100 meter - 10,96
- 200 meter - 22,18